# Romano R.110
Il Romano R.110 fu un aereo da caccia monoplano,  bimotore, triposto, sviluppato dall'azienda aeronautica francese Chantiers aéronavals Étienne Romano nella seconda metà degli anni trenta del XX secolo e rimasto allo stadio di prototipo.

## Storia del progetto
Nell'ottobre 1934 lo STAé emise una specifica relativa ad un "bimoteurs de commandement à la chasse" (bimotore comando caccia). Questo velivolo doveva soddisfare un requisito (1934 C3) relativo ad un aereo che fungesse da posto di comando per i caccia monoposto. La velocità dell'aereo deve essere superiore a 400 km/h, peso al decollo di 3 500 kg (la restrizione al peso è stata introdotta per garantire una elevata velocità di salita), armamento su due cannoni da 20 mm, ed un equipaggio di tre persone: un pilota, un mitragliere e un comandante. Il comandante doveva scoprire gli aerei nemici, dirigere verso di loro i caccia monomotore, coordinare la battaglia aerea, scortare gli aerei danneggiati alla base e identificare i siti di atterraggio per i piloti degli aerei abbattuti dal nemico. In risposta a tale requisito furono presentati i progetti Breguet Bre 690, Potez 630, Hanriot 220, Romano R.110, Loire-Nieuport LN.20. Inoltre concorsero anche la Dewoitine con il D.630/631 e la Payen con il Pa.320/321.
In risposta alla specifica 1934 C3, nel mese di dicembre di quell'anno l'ingegnere Étienne Romano, della Chantiers aéronavals Étienne Romano di Cannes avviò la progettazione dello R.110, il cui simulacro fu pronto nel luglio del 1935. Tale simulacro fu esposto al 20º Salone internazionale dell'aeronautica di Le Bourget nel 1936. Un secondo esemplare fu completato nel mese di settembre 1935, ed il 21 luglio 1937 il prototipo fu oggetto una visita dettagliata da parte del SFAé che, stimando alcuni dei rivestimenti troppo fragili, decise di farlo modificare, sottoponendolo a una seconda valutazione il 19 settembre dello stesso anno.

## Descrizione tecnica
Lo R.110 era un caccia intercettore/cacciabombardiere pesante, triposto, bimotore. L'ala, a sbalzo, era posta in posizione bassa, costruita in lega leggera e rivestita della stessa, tranne le estremità che erano in compensato. La fusoliera, costruita in tubi d'acciaio saldati, era rivestita per la maggior parte in lega leggera, e terminava con gli impennaggi di coda del tipo bideriva. Gli ipersostentatori erano realizzati in legno e rivestiti in tela. I motori erano due Renault 12R-02 a 12 cilindri invertiti, raffreddati ad aria, eroganti la potenza di 450 hp (340 kW). In alternativa ad essi potevano essere installati i motori Gnome-Rhône 14 M o 9K.
Il carrello di atterraggio era triciclo posteriore retrattile, con le ruote principali, dotate di ammortizzatori oleopneumatici, che rientravano nelle gondole dei propulsori, mentre il ruotino di coda era orientabile. L'equipaggio, composto da tre persone, era ospitato all'interno di un abitacolo a posti sfalsati. Anteriormente vi era il posto del pilota, subito dopo, su un sedile leggermente rialzato, si trovava il comandante, e dietro il di lui la postazione per il mitragliere/rediotelegrafista. 
L'armamento si basava su due cannoni fissi Hispano-Suiza da 20 mm, sparanti in caccia, azionati dal pilota, e una mitragliatrice da 7,5 mm azionata dal mitragliere.

## Impiego operativo
L'aereo venne comunque completato e trasferito a Marignane dove il pilota collaudatore Pierre Marcel Lemoigne lo portò in volo per la prima volta il 30 marzo 1938. Cinque giorni più tardi il velivolo andò a Villacoublay per le prove ufficiali presso il CEMA. Durante i collaudi l'aereo fece registrare un carico alare di 137,50 kg/m² al peso massimo di 3 500 kg, decollando in 150 m, poteva volare ad una altitudine di 4 000 m con un solo motore, ed atterrava a una velocità di 105 km/h.
In quell'anno lo Stato maggiore dell'Armée de l'air modificò il requisito della specifica 1934 C3 richiedendo invece un cacciabombardiere ricognitore e intercettore a lungo raggio, e vincitore della specifica 1934 C3 fu dichiarato il concorrente Potez 630 che era apparso nella versione di produzione prima che il prototipo dell'R-110 effettuasse il primo volo. Lo sviluppo dello R.110 venne quindi definitivamente abbandonato.

### Annotazioni
1. ↑  Il ritardo fu dovuto alla nazionalizzazione della Romano che entrò a far parte della SNCASE.

### Fonti
1. 1 2 3  Airwar.
2. ↑  Aviafrance.
3. 1 2 3 4 5 6 7 8 9 10 11 12 13 14  Constructeurs Français.
4. 1 2 3 4 5 6 7  Cannes Aero Patrimoine.
5. 1 2  Green, Swanborough 1994, p. 503.
6. ↑  Danel 1967, pp. 4-5.